# Osama Jiménez
Osama Vinladen Jiménez López (* 7. Oktober 2002 in Rioja) ist ein peruanischer Fußballspieler. Er agiert als linker Flügelspieler und ist derzeit beim peruanischen Primera-División-Klub Unión Comercio unter Vertrag.

## Karriere

### Verein
Der in Rioja, Peru geborene Osama Vinladen Jiménez López gab sein Profidebüt für Unión Comercio in der peruanischen Primera División am 30. Mai 2018 gegen Universidad San Martín. Er wurde von Trainer Rafael Castillo in der 87. Spielminute eingewechselt. Osama Vinladen war zu dem Zeitpunkt 15 Jahre, 7 Monate und 23 Tage alt. Das Spiel endete mit einem 0:0-Unentschieden. Nach seinem Profidebüt wurde er in die Reserve versetzt, bis er 2020 offiziell und langfristig in die erste Mannschaft von Unión Comercio geholt wurde. Der Verein spielte zudem Zeitpunkt in der Segunda Division (2. Liga Peru), wo Vinladen am 16. Juli 2021 beim 4:0-Erfolg gegen Deportivo Coopsol, in der 6. Spielminute sein erstes Tor erzielen konnte. Seinen zweiten Treffer machte er knapp einen Monat später am 20. August 2021 in der 80. Spielminute gegen Comerciantes Unidos, das ebenfalls 4:0 gewonnen wurde. Stand 4. April 2024 absolvierte er für Unión Comercio 49 Pflichtspiele und erzielte drei Tore. 2022 erreichte er mit seiner Mannschaft den zweiten Tabellenplatz und kehrte in die Primera División zurück. Er trägt die Rückennummer 15 und wird als Linker Flügelspieler eingesetzt, alternativ auch als Linksverteidiger. Bei Unión Comercio hat er einen laufenden Vertrag bis Ende 2024.

### Nationalmannschaft
Vinladen war Teil des peruanischen U-15 Kaders, der an der südamerikanischen U-15-Meisterschaft 2017 teilnahm. Mit Peru wurde die Gruppenphase auf Platz 2 überstanden, scheiterte jedoch im Halbfinale an späteren Turniersieger Argentinien (1:4).

## Persönliches Leben
Jiménez’ zweiter Vorname geht auf den Islamisten und Gründer der Terroristischenorganisation Al-Qaida, Osama bin Laden, zurück (die Buchstaben V und B werden im Spanischen gleich ausgesprochen). Sein Bruder Sadam Huseín wurde nach dem irakischen Diktator Saddam Hussein benannt. Darüber hinaus plante der Vater, der verantwortlich für die absurde Namensgebung war, sein drittes Kind George Bush (nach George W. Bush) zu nennen. Da dies jedoch ein Mädchen wurde, bekam sie einen anderen Namen.
,,Meine Freunde haben sich darüber lustig gemacht, aber ich habe es einfach hingenommen. Anfangs war es mir unangenehm, aber man lernt, damit zu leben", sagte Vinladen gegenüber den peruanischen Medien. Er habe sich immer gefragt, warum er diesen Namen bekam, aber von seinen Eltern nie eine Erklärung erhalten. "Ich habe meinen Vater gefragt, warum, aber er hat es immer vermieden, darüber zu reden."  In einem Radiointerview aus dem Jahr 2020 äußerte er folgende Vermutung: ,,Als Osama bin Laden die Twin Towers zerstörte, war der Name groß in den Nachrichten, und ein Jahr später, am 7. Oktober 2002, wurde ich geboren." Später fügte er hinzu, dass seinem Vater der Name gefallen hat. Außerdem sagte er, dass er oft darüber nachgedacht habe, seinen Namen zu ändern, es aber bisher nicht getan habe, da er ihn langsam akzeptiert habe. Er trage auch stolz seinen ersten Vornamen „Osama“ mit der 15 auf den Rücken seines Trikots.
Auf die Frage, ob es nicht entehrend sei, nach einem so schrecklichen Menschen benannt worden zu sein, antwortete er: „Auch in Peru gibt es eine Person namens Hitler. Jesus hat die Welt gerettet, und es gibt Jesus, der Schaden anrichtet. Weil es einen Osama gibt, der Menschen getötet hat, glaube ich nicht, dass es ein Gesetz geben muss. Er erregt einfach nur eine Menge Aufmerksamkeit, soweit ich das sehe.“